# Aphodius mulcibar
Aphodius mulcibar is een keversoort uit de familie bladsprietkevers (Scarabaeidae). De wetenschappelijke naam van de soort is voor het eerst geldig gepubliceerd in 1933 door Balthasar.